# 大和路線
大和路線（日语：／ Yamatoji sen */?）是西日本旅客鐵道（JR西日本）關西本線電氣化路段內京都府木津川市的加茂站－大阪府大阪市浪速區的JR難波站路段的愛稱，自1988年3月13日起開始使用。天王寺－今宮間和大阪環狀線並行。有大和路快速、快速、區間快速、直通快速、普通等列車運行。

## 概要
大和路线是连接大阪市与奈良市和京都府南部之间的一条通勤线路，也是一条前往奈良的旅游线路，其構成JR西日本都市網路之一角。路線色是綠色（■），選定理由是「古都的沉穩形象和新開發區域的形象」。线路记号为，但由于奈良线的列车也会在该线的木津-奈良区间运行，因此在这一段区间内也会使用线路记号。
沿线地形多变：加茂站和木津站之间穿越笠置山地的山麓，木津站和王寺站之间会穿越奈良盆地的乡村，王寺站和柏原站之间穿越生驹山和金刚山地之间的大和川河谷，柏原站和JR难波站之间穿越大阪平原的城市和居民区。
大和路线与近畿日本铁道的近铁奈良线（大阪难波站和近铁奈良站之间）有很大不同，后者也连接大阪和奈良两座城市。近铁奈良线通过新生驹隧道以几乎直线的方式穿过生驹山脉而连接两座城市，而大和路线则沿大和川绕过生驹山脉向南延伸，因此路线比近铁线更加迂回。尽管近铁的线路在这一路段不与JR的大和路线存在竞争关系，但近铁奈良线在大阪市和奈良市之间更具有优势，部分原因是JR的奈良站距离奈良市中心的距离比近铁奈良站稍远。
JR 西日本依靠开通直接连接大阪环状线大阪站（梅田）和大和路线的大和路快速列车与近铁竞争。 2019年度奈良站至JR 难波站之间的日均客流量为68043人次，低于近铁奈良线（近铁奈良站至大阪难波站）的150449 人次和近铁大阪线（大和高田站至大阪上本町站）的127356人次。

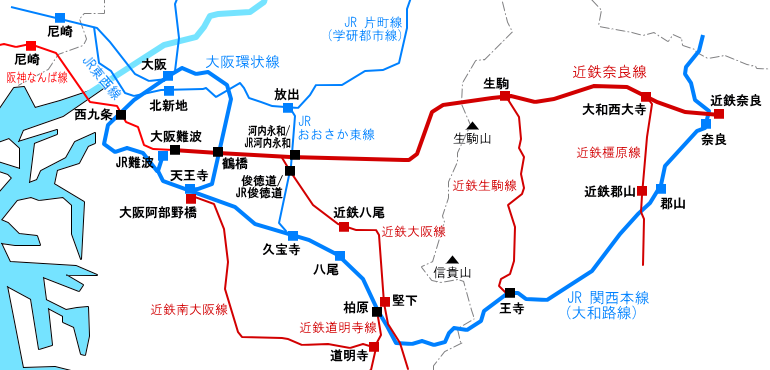
和大和路線竞争的近鐵各線位置關係

2004 年，近畿交通委员会第 8 号报告书将加茂站和木津站之间的双轨线路计划列为 "通过提高运输能力来改善服务的项目"，但该线路的双轨化一直没有进展。因此，在时刻表结构中，这一段一直是一个瓶颈。
所有区间均由近畿区域总部管辖，并被纳入大都市近郊区间 (JR) 的"大阪近郊区间"；奈良站至 JR 难波站之间的路段为電車特定区間；以及天王寺站至 JR 难波站之间的路段被纳入電車特定区間的“大阪环状线内”专用区间，因此各区间的短途票价均比区间外的票价便宜。 此外，整条线路都被纳入 ICOCA IC交通卡的使用范围。

### 路線資料
- 管轄（事業類別）：西日本旅客鐵道（第一種鐵道事業者）
- 路線距離（營業距離）：加茂站－JR難波站間 54.0公里
- 軌距：1,067毫米
- 站數：22個（包括起終點站）
- 複線路段：
  - 四線：天王寺站－新今宮站間[* 1]
  - 複線：木津站－天王寺站、新今宮站－JR難波站間[* 1]
  - 單線：加茂站－木津站間
- 電氣化路段：全線電氣化（直流1500 V）
- 閉塞方式：自動閉塞式
- 保安裝置：
  - 加茂站－王寺站間：ATS-P（據點P方式）與ATS-SW[7]
  - 王寺站－JR難波站間：ATS-P（Encoder方式[8]）
- 運轉指令所（日语：運転指令所）：大阪綜合指令所（日语：大阪総合指令所）
- 運行管理系統（日语：列車運行管理システム）：大阪環狀、大和路線運行管理系統（日语：アーバンネットワーク運行管理システム）（SUNTRAS）
- 最高速度
  - 加茂站－奈良站間、天王寺站－JR難波站間：95公里/小時
  - 奈良站－天王寺站間：120公里/小時
- IC交通卡乘车区间
  - ICOCA 区域：加茂站和 JR 难波站之间（PiTaPa 后付费服务覆盖的区域）。
- 2020年度混杂率：快速列車 84%（久宝寺站→天王寺站 7:25-8:25）、普通列車 94%（東部市場前站→天王寺站 7:40-8:40）[9]

## 运行形态

### 时刻表
2022年3月时刻表修订后的运行情况如下。

#### 工作日早高峰时段·下行（大阪方向）
一般情况下，每小时有五班直通进入大阪环状线的区间快速列车、两班直通进入大阪东线的直通快速列车、五班开往JR难波站的快速列车和五班普通列车。
过去，快速列车和普通列车的数量比例为1:1，但现在已根据需求调整为2:1。

#### 白天时段
大阪环状线与加茂站之间每小时有一班大和路快速列车运行，大阪环状线与奈良站之间每小时有三班大和路快速列车运行，JR难波站与王寺站之间每小时有四班普通列车运行。大和路快速列车和普通列车在久宝寺站可以接续换乘，普通列车和大和路快速列车也可以在王寺站接续换乘。

#### 工作日晚高峰时段·上行（奈良方向）
每小时有四班由大阪环状线直通进来的区间快速列车、一班由大阪东线直通进来的直通快速列车、两班从JR难波站出发的快速列车和六班普通列车。部分区间列车和快速列车的列车编组，会在王寺站一分为二，一部分直接开往和歌山线的五条站或高田站（不同班次有不同的目的地，下同），另一部分继续开往奈良或加茂。快速列车·区间快速列车和普通列车可以在久宝寺站接续换乘。快速列车·区间快速列车也可以在王寺站与普通列车接续换乘。

### 列车种类
该线路运行大和路快速列车、快速列车、区间快速列车、直通快速列车和普通列车。
所有类型的快速列车都在王寺站 - 奈良站·加茂站之间的各站停车，以及其直通进入和歌山线和樱井线的（万叶Mahoroba）路段中各站停车。 为避免混淆，绕行大阪环状线开往天王寺方向的列车，在天王寺之前会被表示为开往西九条·大阪方向。
此外，在木津站至奈良站之间，还运行有奈良线的都路快速、快速、区间快速和普通列车，以及片町线（学研都市线）的快速和区间快速列车的两个往返班次，而在新今宫站至天王寺站之间，还运行着前往关西国际机场和南纪地区的快速列车和特急列车，如关空快速、纪州路快速、阪和线快速列车和特急列车“黑潮”、“遥”。有关这些列车的详细信息，请参阅各线路和列车的相关词条。
| 种类＼车站 | 加茂  | 木津 | 木津 | …   | 奈良 | 奈良 | …   | 王寺 | 王寺 | …   | 新今宮站 | 新今宮站 | …                         | JR难波站                  |                           |
| ---------- | ----- | ---- | ---- | --- | ---- | ---- | --- | ---- | ---- | --- | -------- | -------- | ------------------------- | ------------------------- | ------------------------- |
| 大和路快速 | 1本   | 1本  | 1本  | 1本 | 1本  | 1本  | 1本 | 1本  | 1本  | 1本 | 1本      | 1本      | 直通大阪环状线 不去JR难波 | 直通大阪环状线 不去JR难波 | 直通大阪环状线 不去JR难波 |
| 大和路快速 |       |      |      | 3班 |      |      |     |      |      |     |          |          | 直通大阪环状线 不去JR难波 | 直通大阪环状线 不去JR难波 | 直通大阪环状线 不去JR难波 |
| 普通       |       |      |      |     |      |      |     | 4班  | 4班  | 4班 | 4班      | 4班      | 4班                       | 4班                       |                           |
| 都路快速   | ←京都 | 2班  | 2班  | 2班 | 2班  |      |     |      |      |     |          |          |                           |                           |                           |
| 奈良线普通 | ←京都 | 2班  | 2班  | 2班 | 2班  |      |     |      |      |     |          |          |                           |                           |                           |

#### 大和路快速
更多该列车的信息，请参阅大和路快速词条。

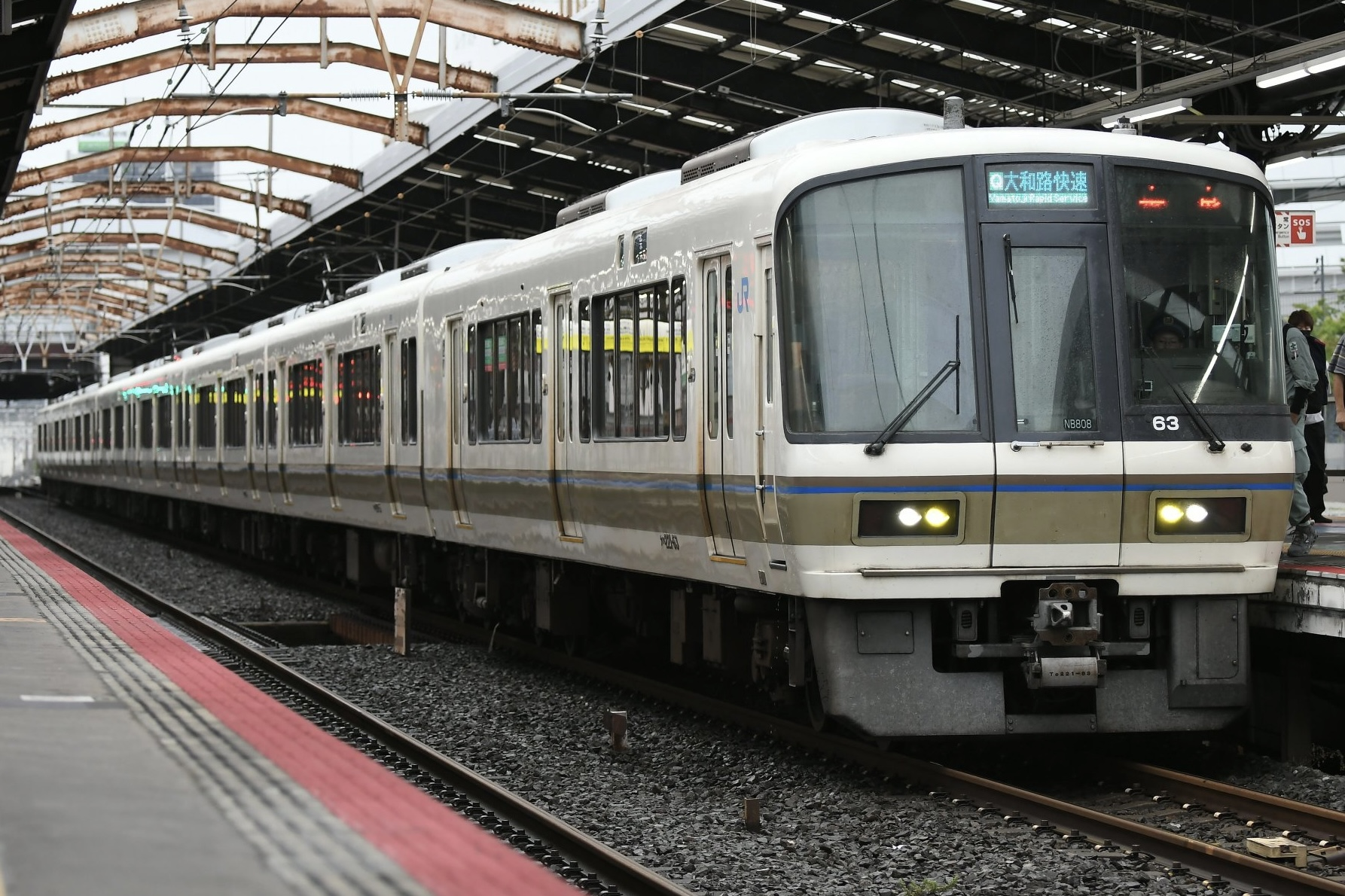
221系担当的大和路快速

大和路快速列车在大阪环状线 - 新今宫站 - 奈良站·加茂站之间直接与大阪环状线相连。 该系统从天王寺站的大阪环状线站台出发，环绕大阪环状线一圈（绕内环），然后再次到达天王寺站，并通过天王寺站重新进入大和路线，但也有在京桥站终到始发的列车。 在大阪环状线内，天王寺站 - 京桥站 - 大阪站之间的每个车站该列车都会停靠，大阪站 - 弁天町站 - 新今宫站之间则会越过部分车站快速运行。 在大阪站和加茂站之间，列车停靠福岛站、西九条站、弁天町站、大正站、新今宫站、天王寺站、久宝寺站、王寺站，以及王寺之后的所有车站。
在平日日中时段和周六周日节假日的时刻表上，运营时段中，该列车每小时运行四个班次（其中可到达加茂站的列车有1 - 2班）。 自1973年10月7日起，直接往返于关西本线和大阪环状线之间的快速列车开始运行，最初只在周末运行，但自1974年7月20日起，平日也每20分钟运行一次。 直到1989年3月11日，该列车才被命名为"大和路快速"。2011年3月12日，在大阪站前城盛大开业之前，列车时刻表进行了修订，将每小时的列车数量增加到四列（但到达加茂站的列车数量从每小时三班减少到两班），并增加了八节车厢列车的数量。 修订后的时刻表将周六和周日的运营时间延长至21:00。
周六和节假日的部分列车在王寺站将列车编组分开，一部分直通进入和歌山线开往五条。 往返加茂站的列车有一半在加茂站与开往关西本线伊贺上野站和龟山站的列车可接续换乘。 过去，还有经由樱井线的定期列车。
基本上，列车在久宝寺站与普通列车可以接续换乘。 它还被设定为在王寺站可以与折返的普通列车接续换乘。
所有列车均使用221系，自2020年3月14日修订时刻表后，所有列车均采用8节车厢编组运行。
最高时速为 120 公里，与下述直通快速列车相同。

#### 区间快速

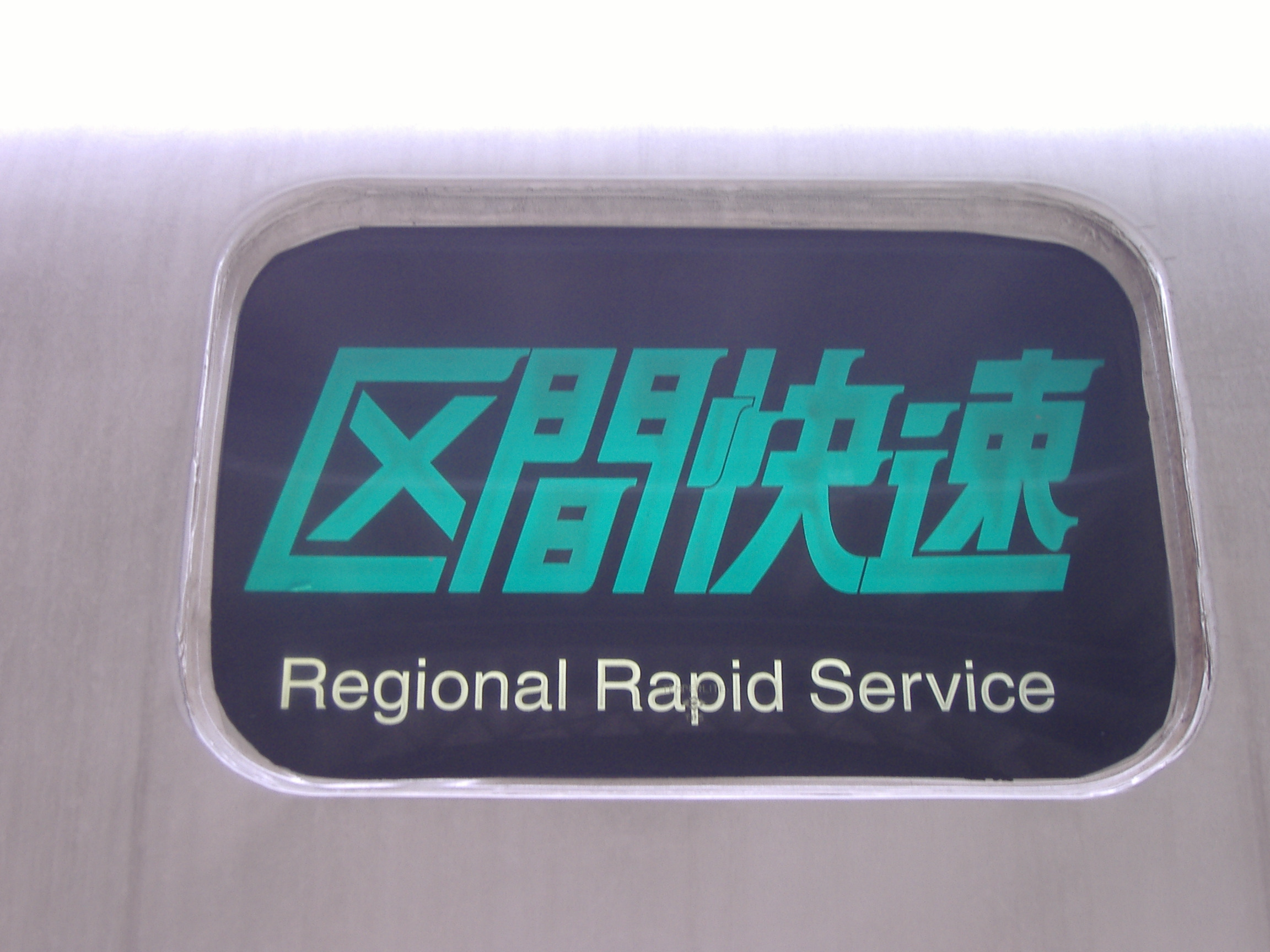
大和路线区间快速的方向幕

在平日的早晚高峰时段，以及周六和节假日的夜间时段，它在大阪环状线 - 新今宫站 - 奈良站·加茂站之间与大阪环状线直通运行。 该车在大阪环状线内的各站均会停车，在大和路线内的停车情况与大和路快速一样，在天王寺、久宝寺、王寺站均会停车。 在大阪环状线上，列车从天王寺站或京桥站始发，在平日和节假日的时刻表上，有些列车会在王寺站将后四节车厢分开解挂，直通进入和歌山线开往高田站或五条站（具体目的地由班次决定），后四节继续前往奈良或加茂。 所有列车均为八节编组列车，使用的是221系列车；截至2016年9月，由两辆四节车厢组成的103系列车组成的八节车厢编组列车也在运行，这些列车隶属于吹田综合车辆所奈良支所，103系和201系列列车隶属于森之宫支所。
傍晚和夜间，从奈良站和加茂站出发的部分列车在新今宫站等候来自阪和线的特快列车通过。
与大阪环状线直通的区间快速列车于1989年3月11日开始运行，最初只在夜间运行，但从1990年3月10日开始也在早高峰时段运行。
自2023年10月23日起，开往大阪方向的两列工作日早高峰时段的区间快速列车（6:29和7:29从加茂站出发的班次）开始提供付费座位服务 "快速Ure-Seat"。 该服务仅在加茂站和天王寺站之间提供，车辆进入大阪环状线后则不设置该服务。

#### 直通快速

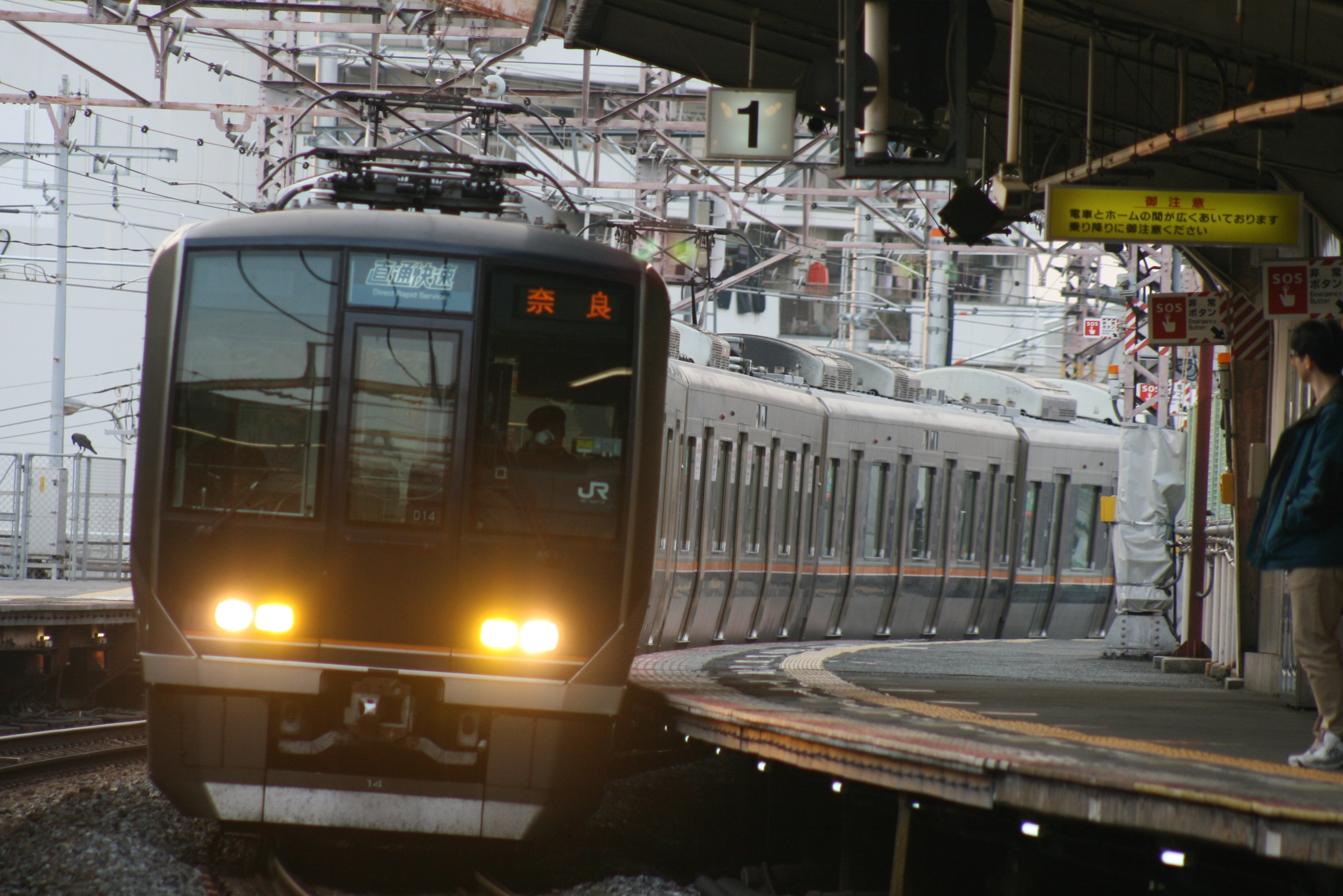
大阪东线直通进入的直通快速

随着大阪东线于2008年3月15日部分开通，直达快速列车也随之开通。 自2019年3月16日大阪东线全线通车起，该列车经由大阪东线在奈良站和新大阪站之间运行，自2023年3月18日起，该列车在大阪站（梅北地区）的地下月台上始发终到。 平日早上有四班开往大阪的列车，晚上有四班开往奈良的列车，周末和节假日早上和晚上有两班往返列车。 列车停靠奈良站、王寺站、久宝寺站、JR河内永和站、高井田中央站、放出站、JR淡路站、新大阪站和大阪站。在修订之前，使用的是属于网干综合车辆所明石支所的207系列和321系列车（现已全部改为221系）。
到2019年3月15日为止，奈良站和尼崎站之间的列车通过大阪东线、学研都市线和JR东西线运营，每天早上有四班列车开往尼崎，晚上有四班列车开往奈良，停靠奈良站和王子站，以及久宝寺站、放出站、京桥站和尼崎站。
开始运行时，使用的是宫原综合运转所配属的223系6000番台，但从2011年3月11日起，由于北新地站安装了月台门，开往奈良方向的列车被207系取代。 即使在更改后，207系和321系仍继续使用，因为在列车新停靠的JR河内永和站安装了四门车厢的月台围栏（现已拆除），而且直通快速列车在大和路线内以120公里/小时的速度运行，大和路快速列车也是如此。
自2023年10月23日起，平日早高峰时段（7:06和7:30从奈良站发车的班次），开往大阪的两班直通快速列车上推出了付费座位服务 "快速Ure-Seat"。 与大和路线的区间快速列车不同的是，该服务的设置路段为该列车的全区间。

#### 快速

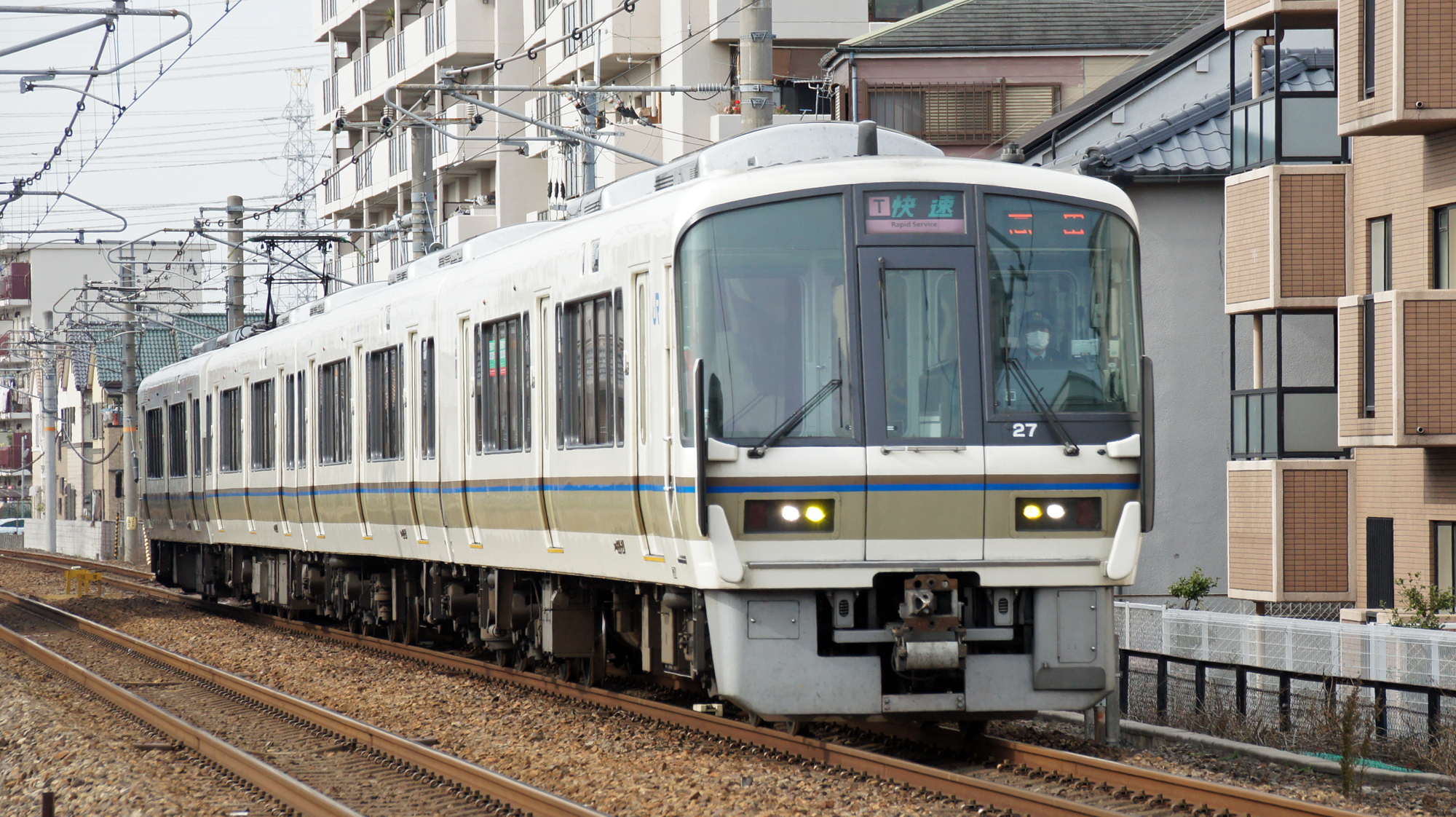
221系担当的快速

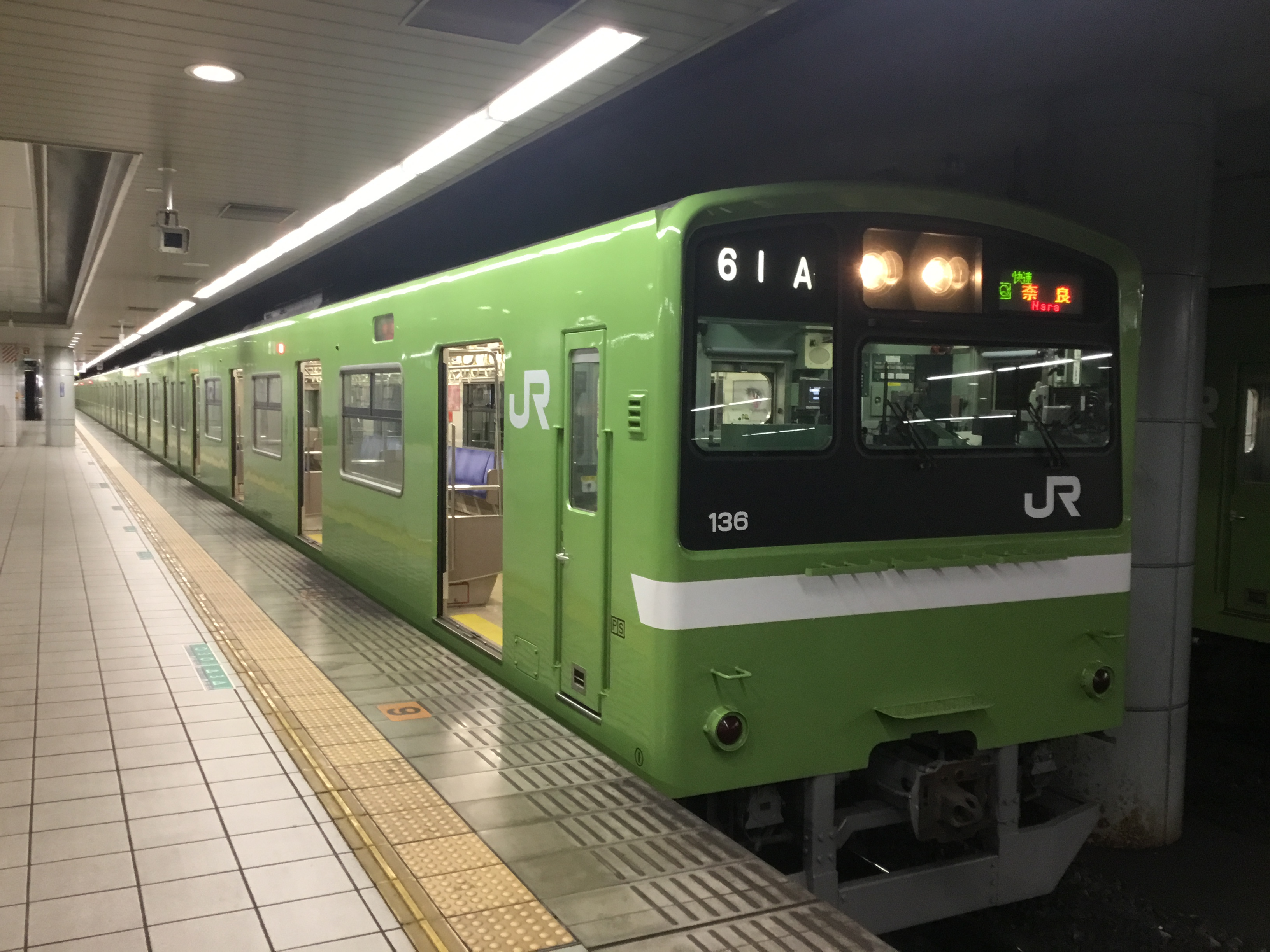
201系担当的快速

快速列车与大和路快速列车一起负责快速运输。 它们在早、晚、夜间往返于JR难波站与王寺站、奈良站和加茂站之间。 在晚高峰时段，一些列车会连接前往和歌山线的列车与前往奈良的列车，并在王寺站分离，只有在这种情况下，才会有限度地使用221系列车运行。 此外，樱井线（万叶Mahoroba线）也在早高峰时段开通了直通列车，过去还开通了樱井线晚间直通列车和开往和歌山线桥本的列车。 在天理教节日期间，部分列车会临时延长至樱井线的天理站。
列车停靠 JR难波站、新今宫站、天王寺站、久宝寺站以及王寺站起的各站。
在高峰时段，有时会使用属于吹田综合车辆所奈良支所的201系列六节车厢列车（Uguisu色）。 不过，运行中的201系列车数量很少。
在2011年3月12日的时刻表修订中，JR难波站和王寺站之间的白天班次增至每小时四班（每 15 分钟一班），而往返于高田站的班次改为每30分钟两班；在2014年3月15日的时刻表修订中，取消了白天往返于王寺站的班次，在此期间减少了目前每小时两班的班次。 在 2015年3月14日的时刻表修订中，增加了来往大阪环状线（大和路快速列车和区间快速列车）的直通服务，同时将傍晚及晚间的列车服务减少为每小时两班。 在2020年3月14日的时刻表修订中，取消了白天直达高田站的快速列车。
从2020年起，只有周末和节假日才会有两班早班列车开往京都站（奈良始发的都路快速列车）。

#### 普通

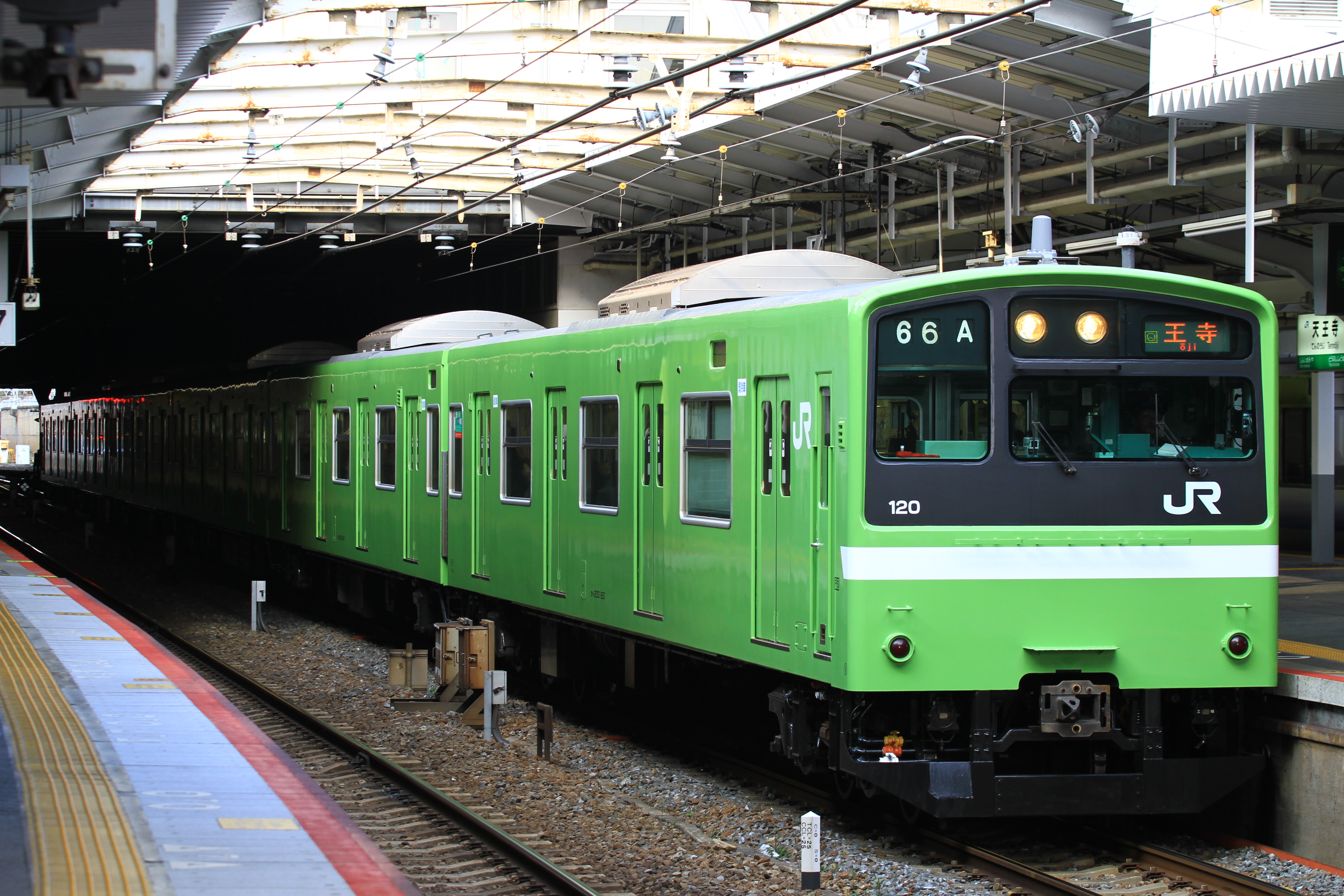
201系担当的普通

普通列车在所有区间的每个车站停靠，在JR难波站和王寺站之间全天运行。大和寺快速列车和区间快速列车在王寺站和奈良站·加茂站之间的各站停靠，因此大和寺快速列车和区间快速列车会在此区间扮演普通列车的角色。
白天，JR难波站和王寺站之间每小时有四班列车。在此期间，列车会在久宝寺站和王寺站可与大和寺快速列车接续换乘。 早上和傍晚，还有往返柏原站、奈良站和加茂站的列车，以及往返和歌山线高田站的列车。由于运营原因，奈良站至加茂站之间也有区间车，清晨也有从JR难波开往京都的列车（从奈良站开出后成为奈良线的区间快速列车），但没有从京都站经由奈良站开往JR难波的反方向列车（即所谓的单程列车）。直到2011年3月11日，平日上午还有在天王寺站折返的列车。
在1995年9月30日的时刻表修订中，日间服务线路延伸至王子站，大部分列车在柏原站折返，使 JR 难波和王寺站之间的列车总数达到6列。 在1997年3月8日的时刻表修订中，所有日间区段快速列车（当时）均开往高田，另有两列普通列车延伸至奈良站，使往返于王寺站和奈良站的列车数量分别达到每小时三列。
在1995年9月30日的时刻表修订中，日间服务系统中的大部分柏原折返的列车，延伸至王寺站，使JR难波和王寺站之间的列车总数达到6列[[23。 在 997年3月8日的时刻表修订中，所有日间区间快速列车（当时）均开往高田，另有两列普通列车延伸至奈良站，使往返于王寺站和奈良站的列车数量分别达到每小时三列。
在2006年3月18日的时刻表修订中，柏原站和王寺站之间的列车数量从6辆减少到3辆；在2011年3月12日的时刻表修订中，JR难波站和王寺站之间的列车数量减少到4辆，从而统一了该区间的列车数量。
列车基本上使用201系的六节车厢列车，但清晨和深夜列车使用103系、205系和221系的六节车厢或四节车厢列车。直接连接奈良线的列车使用221系列六节车厢列车。 奈良站和加茂站之间的部分列车使用8节车厢的221号系列列车，大和路快速列车和区间快速列车也使用该系列列车。103系列车在私有化后，由于1986年日本铁路时代最后一次修订时刻表时实施的缩短编组和增加列车数量[* 5]的政策，曾一度使用3节车厢的列车运行，但也有部分列车使用6节车厢的列车运行。

### 女性专用车厢
在JR难波站和JR奈良站之间，201系和221系的6节车厢列车的3号车厢设置了女性专用车厢，每天从首班车到末班车，不分平日和节假日 。女性专用车信息显示在上车位置。 当时刻表受影响或中断时，女性专用车厢可能会被取消。此外，明石支所的207系列和321系列车上有女性专用车厢贴纸，但大和路线尚未引进。
大和路线于2004年10月18日引进了女性专用车厢，并在9:00起的首班车和17:00至21:00设置了女性专用车厢；自2011年4月18日起，无论平日还是节假日，每天的首班车至末班车均设置女性专用车厢。
此外，自2021年10月2 日起，221系列六节车厢列车的3号车厢也开始提供女性专用车厢，但四节车厢或八节车厢列车（包括4+4节车厢列车）尚未引入女性专用车厢。 这是继阪和线之后，近畿地区第二条在市郊列车上设置女性专用车厢的线路。

## 使用车辆
直通阪和线的列车的使用车辆请参见阪和线#使用车辆
直通奈良线的列车的使用车辆请参见奈良线#使用车辆

### 现役车辆
大和路线上只运行电车。 在以下列车系列中，103系和201系通勤型列车的颜色为Uguisu（黄绿6号■），使用配属于吹田车辆综合车辆所奈良支所的车辆，到2016年9月为止，在早晚高峰时段还使用配属于森之宫支所的车辆（车体颜色为朱红色1号■）。 大和路线使用的列车车辆所配属的奈良支所，自大量引进221系机车车辆后，只从网干综合车辆所转入配属了221系和201系列车，自电气化以来再没有引进新的通勤型电车。在大和路线上，287系、321系和207系这些搭载VVVF变频器的列车已在前往大阪东线和片町线（学研都市线）的直通列车上运行，但奈良支所在2022年仍没有搭载 VVVF 变频器列车。
- 287系（配属于吹田综合车辆所日根野支所）。
  - 以三节车厢编组列车在奈良站和大阪站之间（经过大阪东线）担当临时特急 "Mahoroba"。
  - 自2024年3月18日起，这款列车还将用作运营奈良站、天王寺站和新大阪站之间的“らくラクやまと”（乐乐大和）特急列车。
- 221系（配属于吹田综合车辆所奈良支所）。
  - 1989年4月10日起作为大和路线的主要车辆。该车型适用于该线路上所有类别的列车，也适用于和歌山线和樱井线（万叶Mahoroba线）。 从1997年起，随着琵琶湖线、JR京都线和神户线的223系列车和225系列车的增加，多余的221系列车开始转移配属至奈良支所，取代了103系和其他车辆，增加了车队的车辆数量。 该列车还采用由两个4节车厢编组的列车连接而成的8节车厢编组。
  - 自2021年10月2日修订时刻表后，下述201系逐渐被221系取代。
  - 自2023年10月23日起，221系列八节车厢编组的列车用于 "快速 うれ-Seat"付费座位服务，其中八节车厢编组的1号车厢的1 - 5号座位为指定座位。该付费座位服务的1号车厢中间悬挂了帘子作为与普通座席的隔断。
- 201系（配属于吹田综合车辆所奈良支所）。
  - 所有编组均为六节车厢编组，于2006年12月20日开始投入商业运营，除大和路线外，还在樱井线（万叶Mahoroba线）的清晨和高峰时段运营。该车型在大阪东线和和歌山线的运营于2022年3月11日结束，在加茂站和奈良站之间的运营于2023年3月17日结束。
  - 2006-2008年，随着JR京都线和神户线引进321系，部分该型列车从明石支所和森之宫支所转入到奈良支所；2017-2018年，随着大阪环状线和JR梦咲线引进323系，以及大阪东线新大阪延长线的开通，又有该型列车从森之宫支所转入奈良支所。
  - 从2020年到2023年，由于琵琶湖线、JR京都线和神户线增添了225系列车，隶属于网干综合车辆所的221系列车计划转移到该线路，以取代201系列车[25][26][27]。 这些列车过去属于阪和线的吹田综合车辆所日根野支所，车辆外侧涂有与阪和线时期相同的浅蓝色（青24号■）色带。目前，只有奈良线直通进入大和路线的列车，在木津站和奈良站之间以此型列车运行。
- 207系和321系（隶属网干综合车辆所明石支所）
  - 这两种列车在本线路的木津站和奈良站之间运行，作为直通运行学研都市线和JR东西线的区间快速列车或快速列车。 该列车曾在奈良站和久宝寺站之间运行，作为直通运行大阪东线的直通快速列车。 由于路线的原因，在奈良站，去往学研都市线（经过木津站）的快速列车和区间快速列车与经由大阪东线的直通快速列车的方向相反。
  - 在2023年3月18日的时刻表修订中，直通快速列车被221系列列车取代，该车型则退出于奈良站至久宝寺站之间的定期运行。

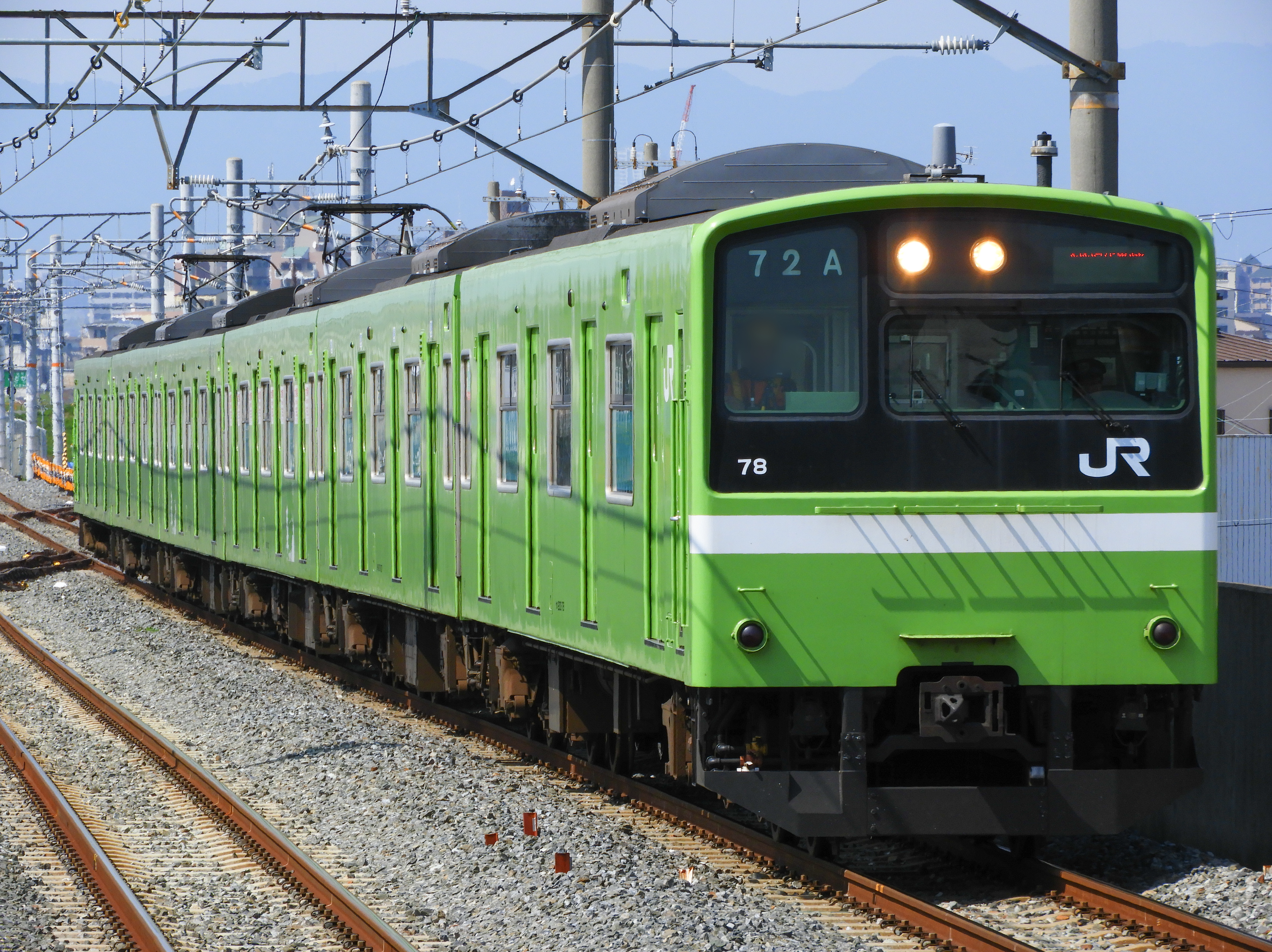
201系
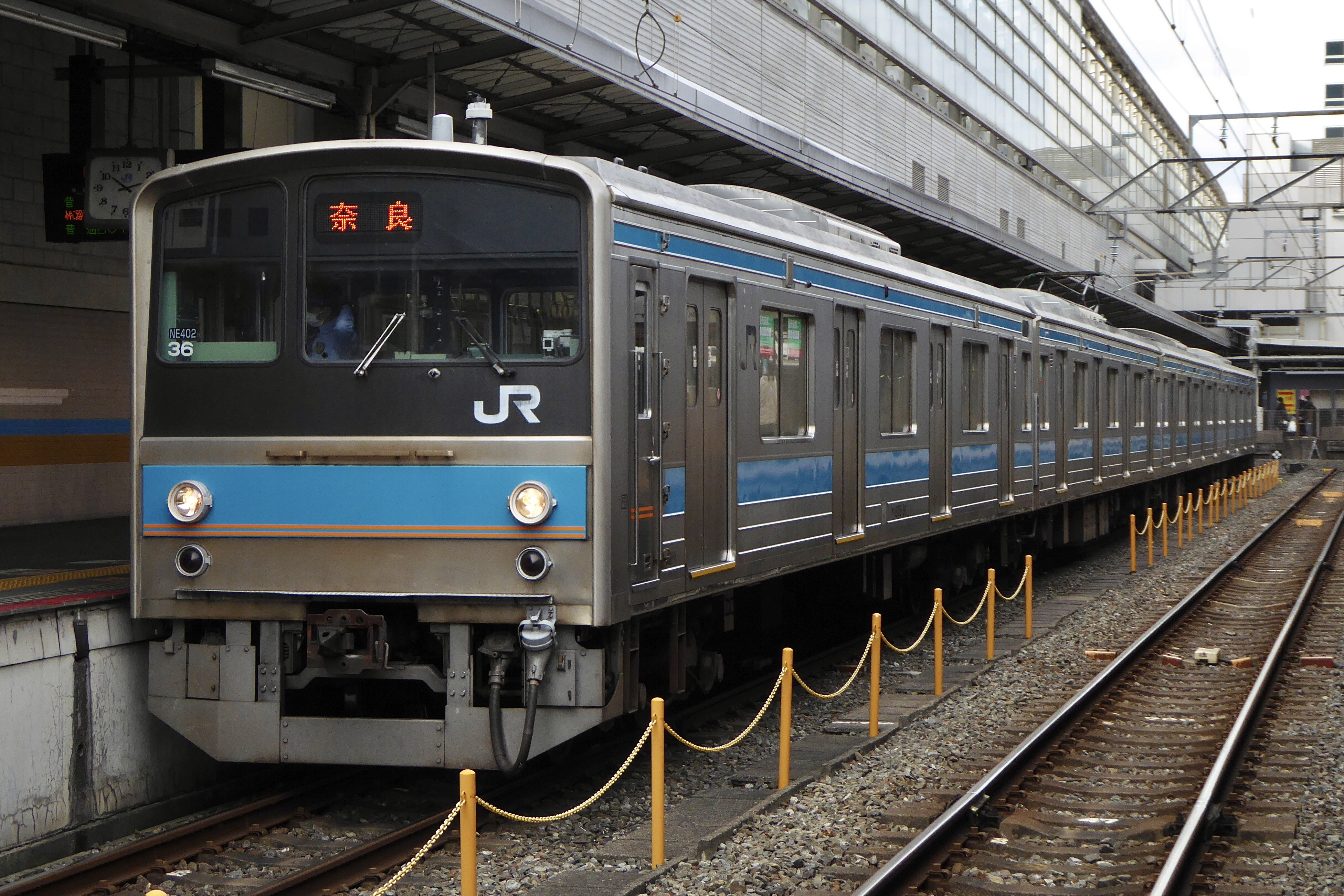
205系担当的奈良线列车
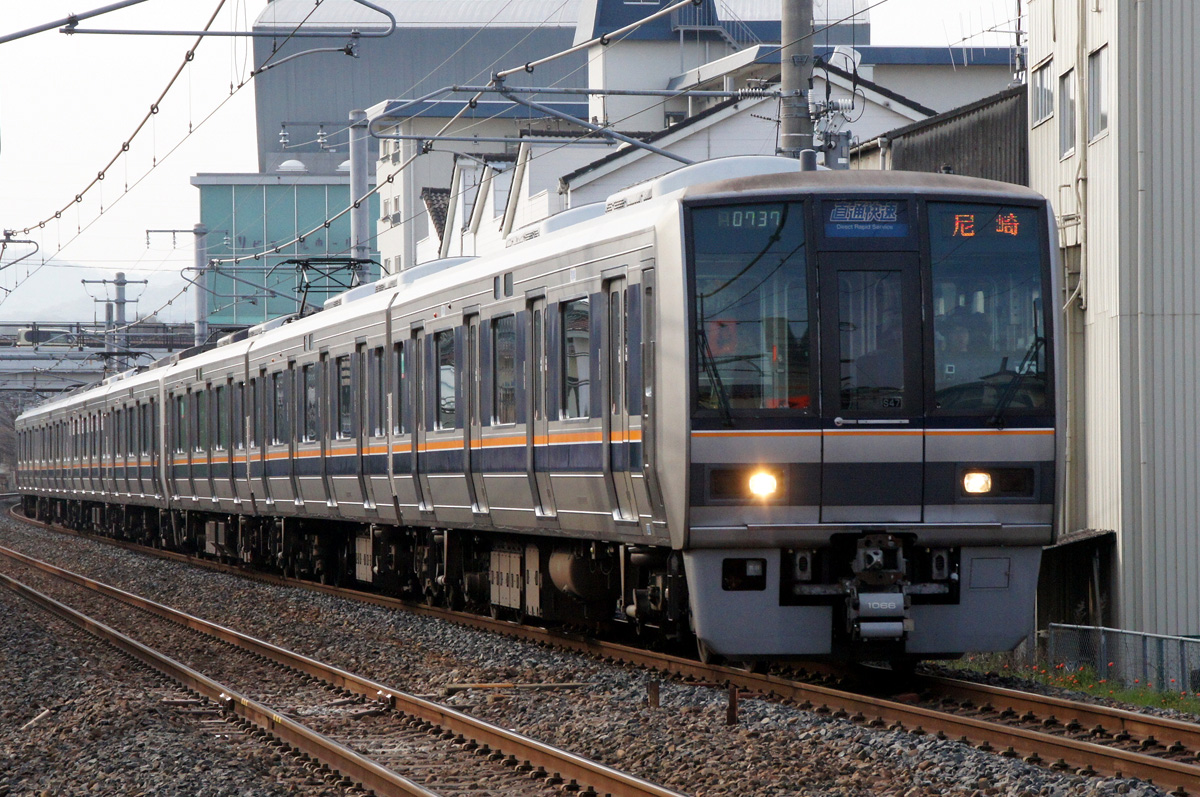
207系担当的大阪东线直通快速
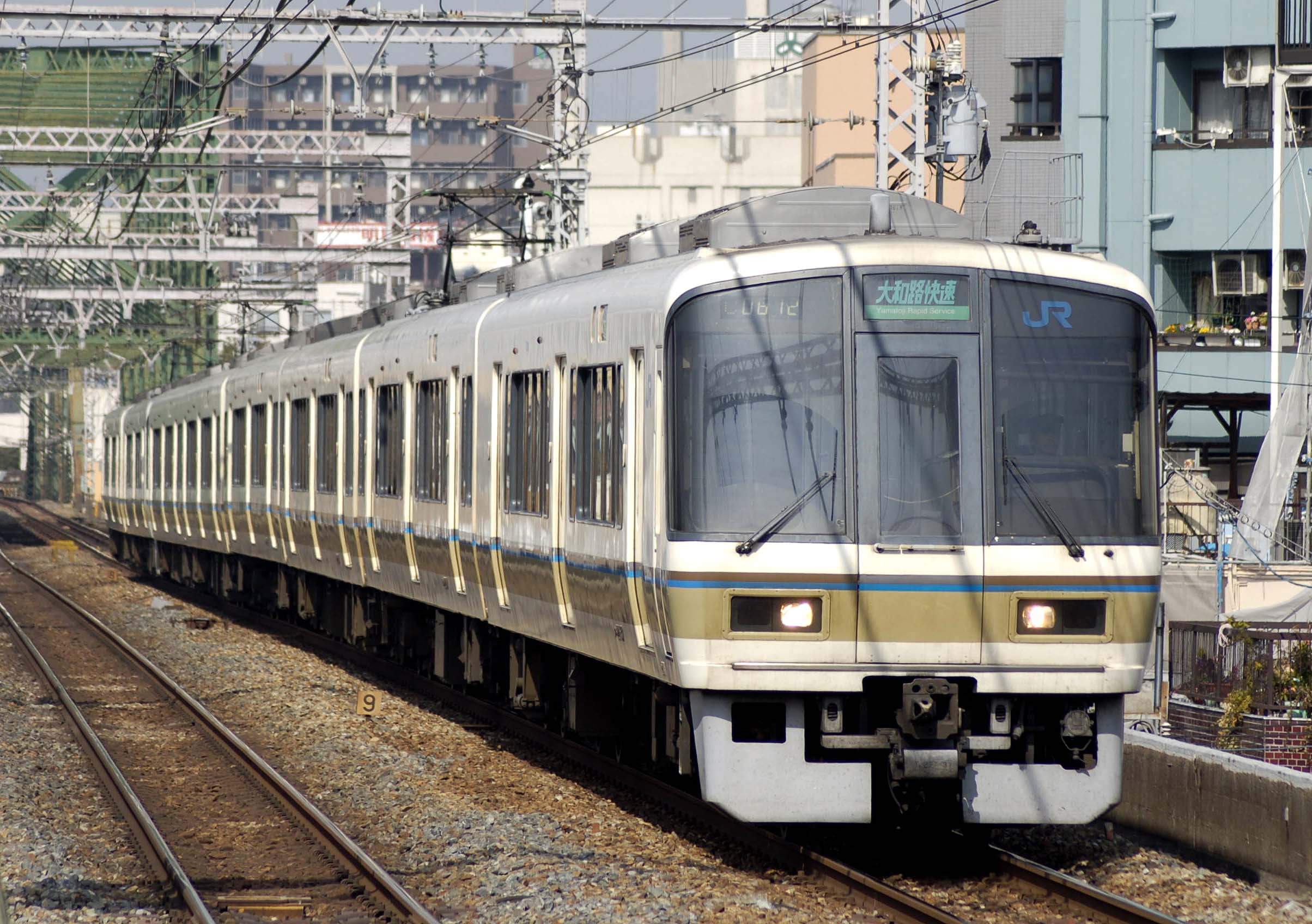
221系担当大和路快速
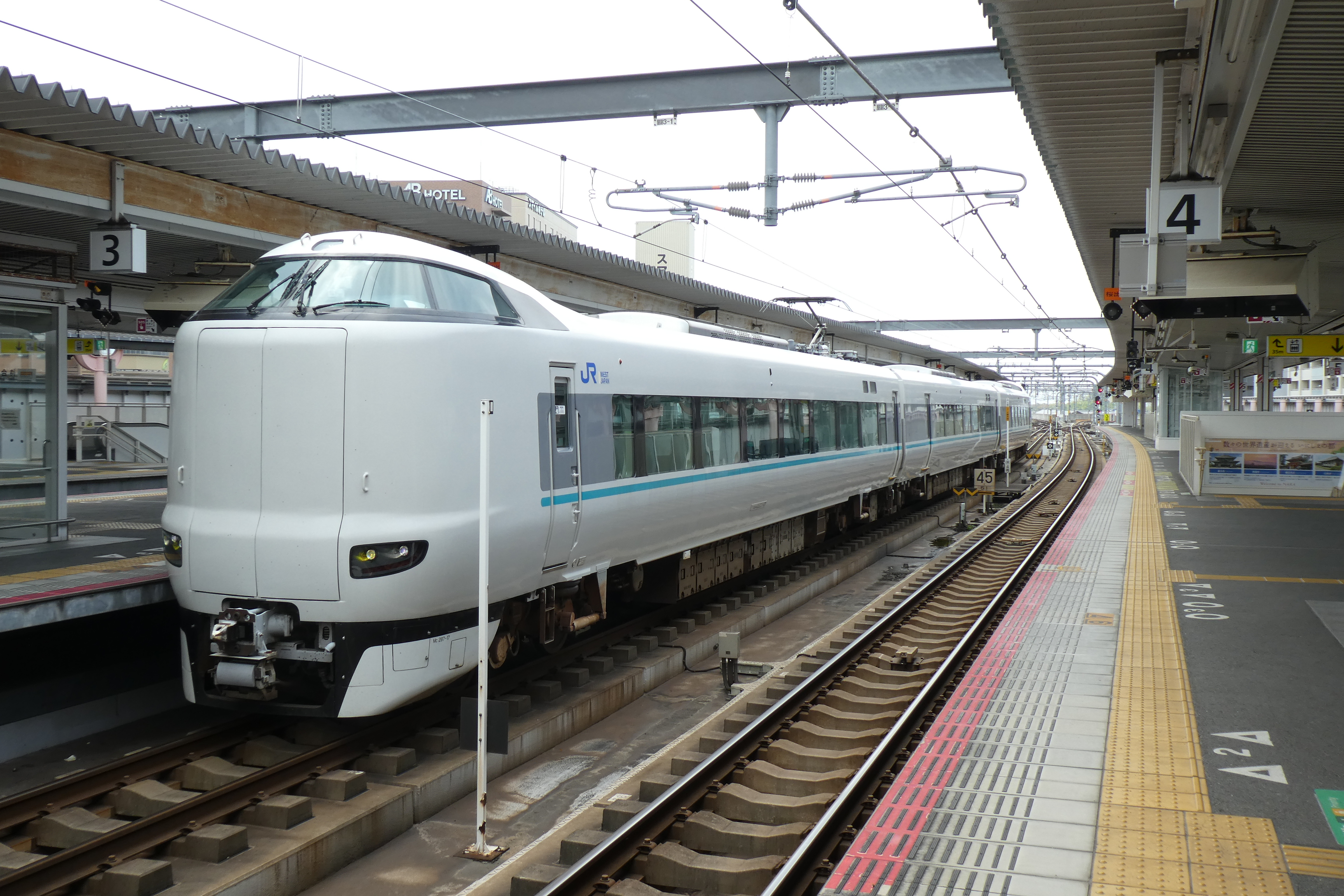
287系担当的特急Mahoroba

### 过去曾经使用的车辆
本小节讲述日本国有铁道分割私有化后使用的车辆。 除了电气化前用于名古屋站和龟山站方向的直达列车以及片町线的气动车，所有列车都使用电车。

#### 电车
- 103系（隶属于吹田综合车辆所奈良支所）。
  - 在大和路线、大阪东线、和歌山线、樱井线（万叶Mahoroba线）的上下班高峰时段，均有六节车厢的列车运行。从2006 年起，该系列的所有六节车厢列车都计划由上述的201系列车取代，但随着大阪东线的开通，运行中的六节车厢列车数量本身也在增加，因此仍有少量列车没有被完全取代。从2017年起，这些列车被从森之宫支所调来的201系列列车取代，并于2018年1月结束了定期运行。
  - 四节车厢编组的列车原先主要在奈良线运营，但在2016年9月之前，它们也曾在大和路线上作为八节车厢的列车使用，将两列列车连接在一起，也曾在直通进入大阪环状线的区间快速列车上使用[16]。在该型车被221系取代后，由绿色的103系担当的大阪环状线的直通列车服务也随之结束，大和路线的六节车厢编组也在2018年1月结束运营后完全撤消；但从2018年10月28日起，奈良站至王寺站的定期列车又开始使用该型车的四节车厢编组运行，与上述205系4节车厢的编组共同用于运行这班区间车，仅做为平日上午的一班下行列车上运行(但是，由于平日只有一个班次，因此根据日期的不同，由103系列或205系担当。是车辆短缺而采取的临时措施）。 该型列车于2022年3月11日与同一个交路的205系列车统一终止运用。
  - 奈良支所的车辆于1983年至1985 年间引进，以取代电气化时引进的101系。 这些车辆包括明石电车区（现为网干综合车辆所明石支所）的车辆、从淀川电车区（当时）和森之宫车辆段调入的车辆，以及京阪神线（JR京都线和神户线）因引进201系而替换的101系车辆。 由于1986年11月1日的 日本国铁末期时刻表修订采取了在缩短列车数量的同时增加日间运行列车数量的措施，因此从日本国铁末期到1994年，三节车厢编组列车也开始运行，主要单独运行，或者在高峰时段将两辆列车合并在一起，成为六节车厢编组运行。然而，由于乘客的增加，207系列车于1994年在JR京都-神户线上推出，サハ103型被并入四节车厢编组。该编组于2022年3月11日结束运行。
- 日本國鐵105系電聯車
  - 在1994年之前一直用于奈良线的木津站和奈良站之间。
- 113系
- 1973年奈良站至凑町站（现在的JR难波站）之间的线路电气化时，作为直接连接大阪环状线的快速线路开始运营；1989年3月13日的时刻表修订中设置了大和路快速列车，并将221系分配至该线路；大和路快速线路曾一度由113系运营。同年7月20 日，113系列车停止在大和路线的运行但是，1991年7月至9月期间，当时的多列103系的3节编组列车需要接受检查；为了弥补不足，借用了网干电车区的一列6节车厢编组、奈良电车区的一列4节车厢编组和网干电车区的2节中间车厢，以此来构成6节编成的编组运行。</ref>。
- 117系
  - 除用于奈良线外，这些列车还被用作阪和货运线的除锈列车，每天在大和路线的王寺站和阪和线的凤站之间往返一次。这些列车使用白天驻扎在王寺站的117系列车，但有时也使用103型列车代行。
- 223系0番台 2500番台（隶属于日根野电车区（现为吹田综合车辆所日根野支所，下同））
  - 1994年9月4日至1999年5月9日，该列车以两节车厢编组担当在JR 难波站和关西机场站之间的关空快速列车；1999年5月10 日，该列车以5节、6节（3+3）或8节（5+3）编组运行。2008年3 月15日，往返于JR难波站的关空快速列车停运，该型列车在大和路线上的运行也随之终止。
- 223系6000番台（隶属于宫原综合运转所（现为网干综合车辆段宫原支所））。
  - 2008年3月15日，随着大阪东线的开通，大阪东线开通了直通快速列车，由两列四节车厢编组的列车组成的八节车厢编组列车投入运营，但自2011年3月11日起，随着北新地站月台门的安装，该服务被207系列车取代[19]。
- 381系（隶属日根野电车区）。

用于加茂站/木津站之间 至 JR难波站/大阪站之间的大和路Liner，以及新大阪站和奈良站之间的临时特快"Mahoroba"号（2010年）。

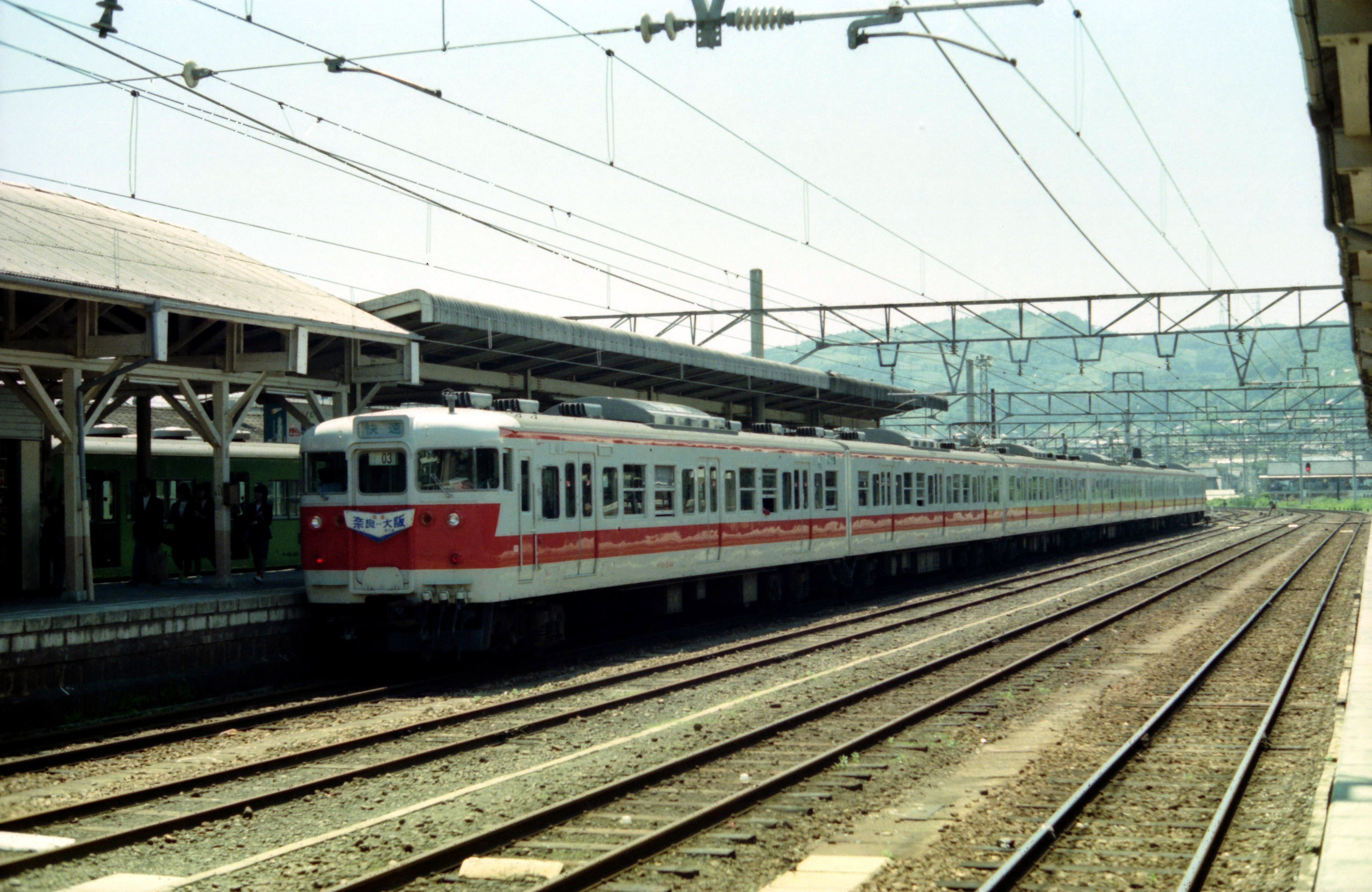
113系
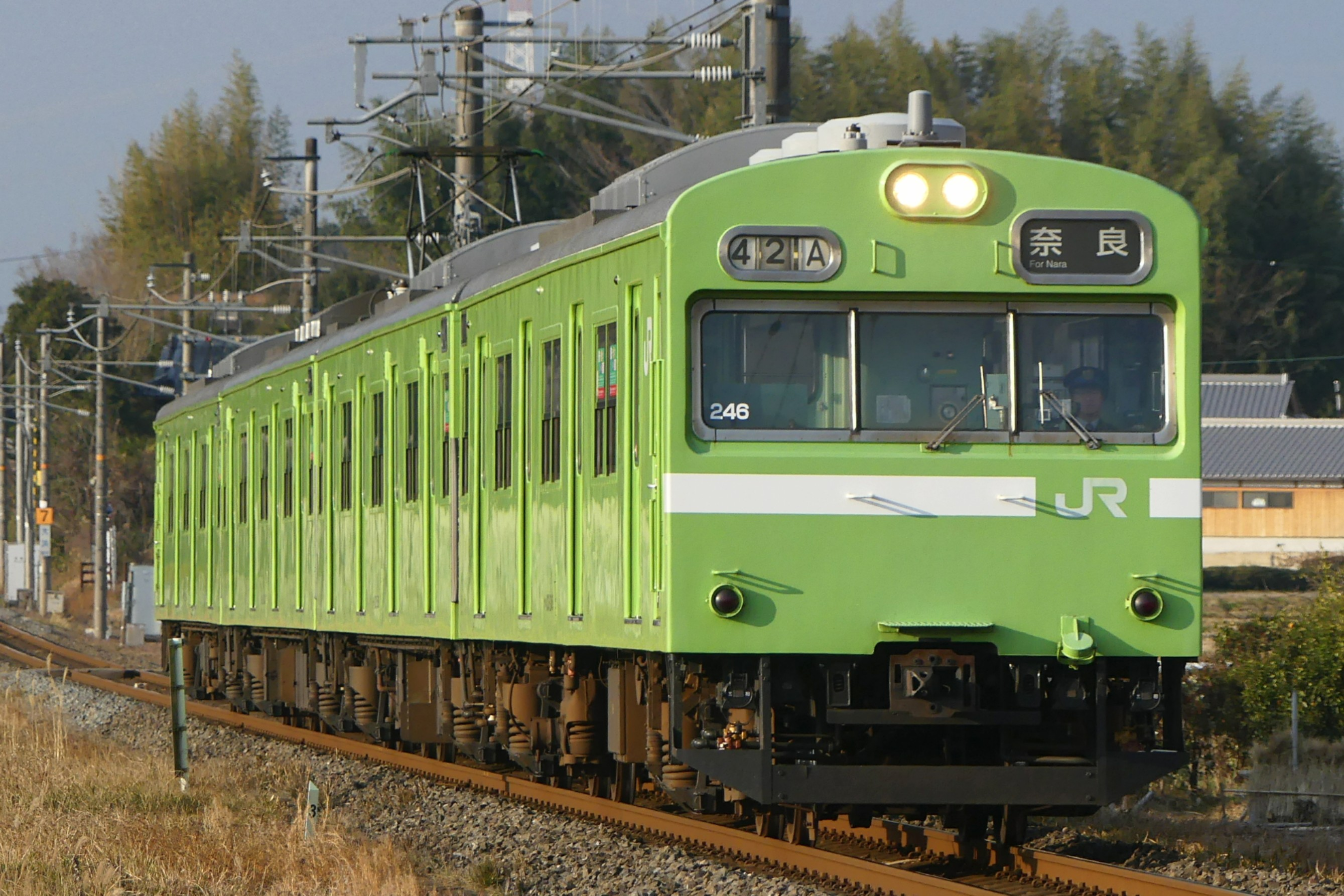
103系
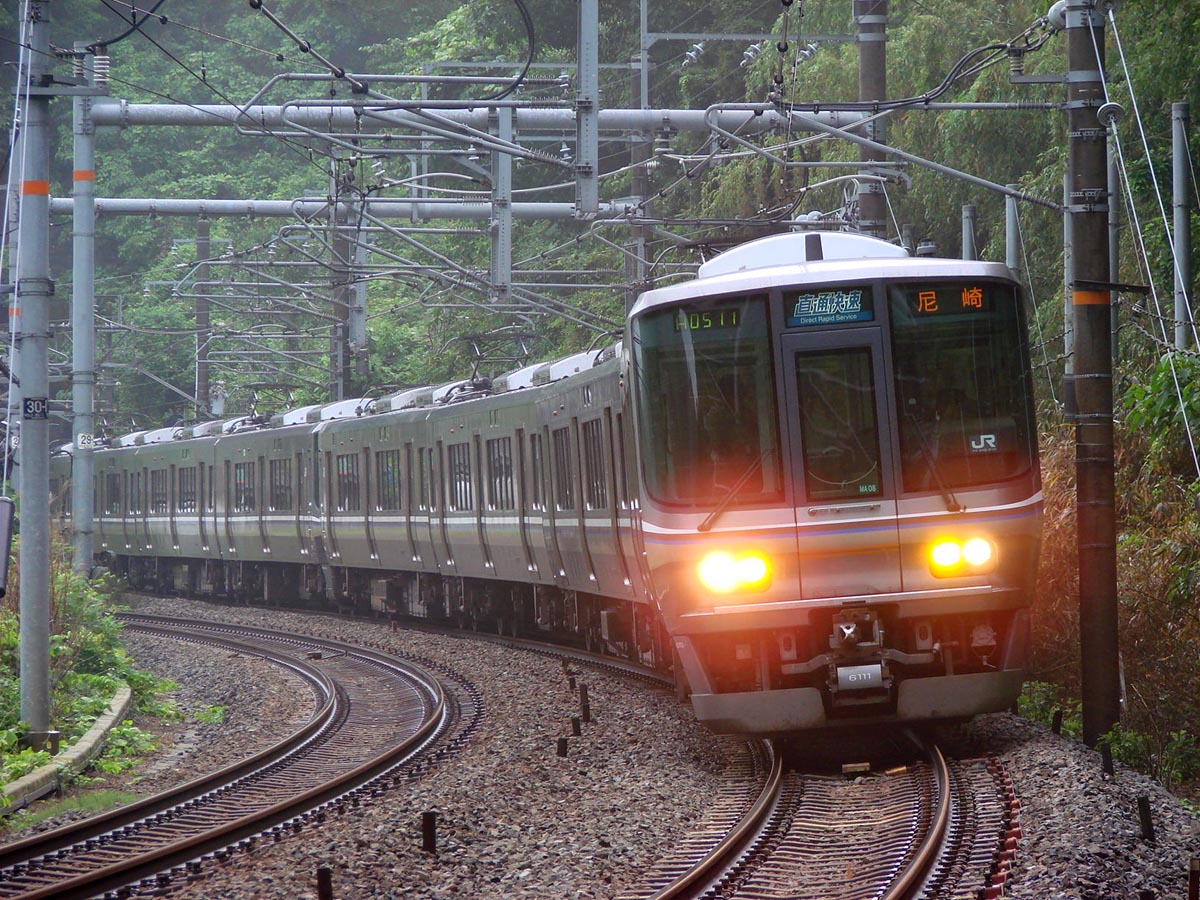
223系6000番台

#### 柴联车
有关过去直通片町线的车型信息，请参见片町线#退役列车。
- Kiha120
  - 主要在龟山站和加茂站之间运营，但在2001年3月之前，每天早高峰时段都有开往奈良站的列车。
- Kiha75
  - 自1999年起，作为特快列车 "春日号"，每天在名古屋站和奈良站之间运行一次，但在2006年停运。
- Kiha58
  - 在1994年之前，它一直是往返于龟山站和奈良站之间的普通列车，在同年4月10日的告别运行后停运[28]。 在1999年之前，它还用于名古屋站和奈良站之间的急行列车"春日号"。

### 列车与编成的方向
由于关西本线的始发站是名古屋站，因此直通大阪环状线的列车在新今宫站的上行和下行方向是相反的，但整个路线的列车编号是以关西本线为基础的，而大阪环状线的其他列车的外环列车（上行列车）编号为偶数，内环列车（下行列车）编号为奇数；至于大和路线的直通列车，在外环运行的列车的编号为奇数，在内环运行的列车的编号为偶数。
吹田综合车辆所森之宫支所和奈良支所的103系列车在直达目的地时方向相反（优先座位和车厢编号标记没有颠倒），因为列车的编组方向是根据所属线路区段的上行和下行而定的。221系以后的车厢以东海道本线大阪站为基准，无论列车是上行还是下行，都有统一的方向，因此除了直通快速列车外，不会与其他列车不一致。

### 电车前端的白色线条
大和路线上使用的103系和201系列车（隶属于吹田综合车辆所奈良支所）的车头涂有白色条纹，这是一种用于防止平交道事故的警示色。在凑町站（现在的 JR 难波站）和奈良站之间的线路开始电气化时，这些列车被漆成黄色（黄色 5 号）；1990年，黄色条带被取消，可能是电车前灯在白天也总是亮起的缘故。 但在1996财政年度，由于线路维护人员指出车辆和山脉的颜色相似，难以识别，因此在车头添加了白色条纹。

## 車站列表
- ：特定都區市內制度下「大阪市內」地域車站
- 停靠站
  - 普通列车 …停靠所有站
  - 快速列車 … 标记●的車站所有快速列車停靠，标记｜的車站所有快速列車通過
- 木津站－奈良站間列車直通奈良線與片町線（學研都市線），天王寺站－新今宮站間列車直通阪和線[# 1]
- 加茂站－木津站間是單線，天王寺站－新今宮站是四線，除此以外的路段是複線[* 1]
- 車站編號自2018年3月起引入[31]。号码从大阪环状线开始连续编号。車站編號當中「JR-Q35」預定是將來的新站，引入當初欠號

| 車站編號 | 中文站名   | 日文站名 | 英文站名 | 站間 營業 距離 | 累計營業距離 | 累計營業距離 | 累計營業距離 | 區間快速 | 快速 | 直通快速 | 大和路快速 | 接續路線、備註 | 所在地          | 所在地          |
| 車站編號 | 中文站名   | 日文站名 | 英文站名 | 站間 營業 距離 | 加茂起計     | 龜山起計     | 名古屋起計   | 區間快速 | 快速 | 直通快速 | 大和路快速 | 接續路線、備註 | 所在地          | 所在地          |
| -------- | ---------- | -------- | -------- | -------------- | ------------ | ------------ | ------------ | -------- | ---- | -------- | ---------- | --- | --------------- | --------------- |
| JR-Q39   | 加茂       |          |          | -              | 0.0          | 61.0         | 120.9        | ●        | ●    |          | ●          | 西日本旅客鐵道： 關西本線（龜山方向） | 京都府 木津川市 | 京都府 木津川市 |
| JR-Q38   | 木津       |          |          | 6.0            | 6.0          | 67.0         | 126.9        | ●        | ●    |          | ●          | 西日本旅客鐵道： 奈良線、 片町線（學研都市線） | 京都府 木津川市 | 京都府 木津川市 |
| JR-Q37   | 平城山     |          |          | 3.2            | 9.2          | 70.2         | 130.1        | ●        | ●    |          | ●          | （奈良線的快速、丹波路快速通過） | 奈良縣          | 奈良市          |
|          | 佐保信號場 |          | /        | -              | 10.1         | 71.1         | 131.0        | ｜       | ｜   |          | ｜         | | 奈良縣          | 奈良市          |
| JR-Q36   | 奈良       |          |          | 3.8            | 13.0         | 74.0         | 133.9        | ●        | ●    | ●        | ●          | 西日本旅客鐵道： 奈良線、 櫻井線（萬葉Mahoroba線） | 奈良縣          | 奈良市          |
| JR-Q34   | 郡山       |          |          | 4.8            | 17.8         | 78.8         | 138.7        | ●        | ●    | ●        | ●          | | 奈良縣          | 大和郡山市      |
| JR-Q33   | 大和小泉   |          |          | 3.8            | 21.6         | 82.6         | 142.5        | ●        | ●    | ●        | ●          | | 奈良縣          | 大和郡山市      |
| JR-Q32   | 法隆寺     |          |          | 3.2            | 24.8         | 85.8         | 145.7        | ●        | ●    | ●        | ●          | | 奈良縣          | 生駒郡 斑鳩町   |
| JR-Q31   | 王寺       |          |          | 3.6            | 28.4         | 89.4         | 149.3        | ●        | ●    | ●        | ●          | 西日本旅客鐵道： 和歌山線 近畿日本鐵道： 生駒線 近畿日本鐵道： 田原本線 …新王寺                                                                                    | 奈良縣          | 北葛城郡 王寺町 |
| JR-Q30   | 三鄉       |          |          | 1.8            | 30.2         | 91.2         | 151.1        | ｜       | ｜   | ｜       | ｜         | | 奈良縣          | 生駒郡 三鄉町   |
| JR-Q29   | 河內堅上   |          |          | 2.9            | 33.1         | 94.1         | 154.0        | ｜       | ｜   | ｜       | ｜         | | 大阪府          | 柏原市          |
| JR-Q28   | 高井田     |          |          | 2.4            | 35.5         | 96.5         | 156.4        | ｜       | ｜   | ｜       | ｜         | | 大阪府          | 柏原市          |
| JR-Q27   | 柏原       |          |          | 2.4            | 37.9         | 98.9         | 158.8        | ｜       | ｜   | ｜       | ｜         | 近畿日本鐵道： 道明寺線 近畿日本鐵道： 大阪線 …堅下 | 大阪府          | 柏原市          |
| JR-Q26   | 志紀       |          |          | 1.7            | 39.6         | 100.6        | 160.5        | ｜       | ｜   | ｜       | ｜         | | 大阪府          | 八尾市          |
| JR-Q25   | 八尾       |          |          | 2.6            | 42.2         | 103.2        | 163.1        | ｜       | ｜   | ｜       | ｜         | | 大阪府          | 八尾市          |
| JR-Q24   | 久寶寺     |          |          | 1.2            | 43.4         | 104.4        | 164.3        | ●        | ●    | ●        | ●          | 西日本旅客鐵道： 大阪東線 | 大阪府          | 八尾市          |
| JR-Q23   | 加美       |          |          | 1.7            | 45.1         | 106.1        | 166.0        | ｜       | ｜   |          | ｜         | | 大阪府          | 大阪市 平野區   |
| JR-Q22   | 平野       |          |          | 1.5            | 46.6         | 107.6        | 167.5        | ｜       | ｜   |          | ｜         | 西日本旅客鐵道：片町線貨物支線（城東貨物線 放出站方向） 日本貨物鐵道：關西本線貨物支線（百濟貨物總站方向）                                                         | 大阪府          | 大阪市 平野區   |
| JR-Q21   | 東部市場前 |          |          | 1.5            | 48.1         | 109.1        | 169.0        | ｜       | ｜   |          | ｜         | | 大阪府          | 大阪市 東住吉區 |
| JR-Q20   | 天王寺     |          |          | 2.4            | 50.5         | 111.5        | 171.4        | ●        | ●    |          | ●          | 西日本旅客鐵道： 大阪環狀線、 阪和線 大阪市高速電氣軌道： 御堂筋線、 谷町線 近畿日本鐵道： 南大阪線 …大阪阿部野橋 阪堺電氣軌道： ■ 上町線 …天王寺站前              | 大阪府          | 大阪市 天王寺區 |
| JR-Q19   | 新今宮     |          |          | 1.0            | 51.5         | 112.5        | 172.4        | ●        | ●    |          | ●          | 西日本旅客鐵道： 大阪環狀線 南海電氣鐵道： 南海本線、 高野線 大阪市高速電氣軌道： 御堂筋線、 堺筋線 …動物園前 阪堺電氣軌道： ■ 阪堺線 …新今宮站前                  | 大阪府          | 大阪市 浪速區   |
| JR-Q18   | 今宮       |          |          | 1.2            | 52.7         | 113.7        | 173.6        | ●        | ｜   |          | ｜         | 西日本旅客鐵道： 大阪環狀線 | 大阪府          | 大阪市 浪速區   |
| JR-Q17   | JR難波     |          |          | 1.3            | 54.0         | 115.0        | 174.9        |          | ●    |          |            | 近畿日本鐵道： 難波線 …大阪難波 阪神電氣鐵道： 阪神難波線 …大阪難波 南海電氣鐵道： 南海本線、 高野線 …難波 大阪市高速電氣軌道： 御堂筋線、 四橋線、 千日前線 …難波 | 大阪府          | 大阪市 浪速區   |

注释
1. 1 2 3  與大阪環狀線的互相直通列車行走在新今宮站－今宮站間的大阪環狀線。
2. 1 2  運行系統上的「高野線」。

- 平城山站、郡山站、三乡站、河内千条站、高台站和东武一叶前站是JR西日本交通服务公司的业务委托车站，其余车站均为直营站。
- 该线路在大和小泉站和法隆寺站之间经过生驹郡安堵町，在法隆寺站和王寺站之间经过北葛城郡河合町，但线路在这两段区间内没有设站。

### 過去的接續路線
- 法隆寺站：近畿日本鐵道法隆寺線 …近畿日本法隆寺站
- 八尾站：關西本線貨物支線（阪和貨物線）
- 天王寺站：南海電氣鐵道天王寺支線（日语：南海天王寺支線）

## 外部連結
- 關西本線でGO! - 關西本線複線電化促進連盟事務局